# Veronica gentianoides
Veronica gentianoides là một loài thực vật có hoa trong họ Mã đề. Loài này được Vahl miêu tả khoa học đầu tiên.

## Hình ảnh

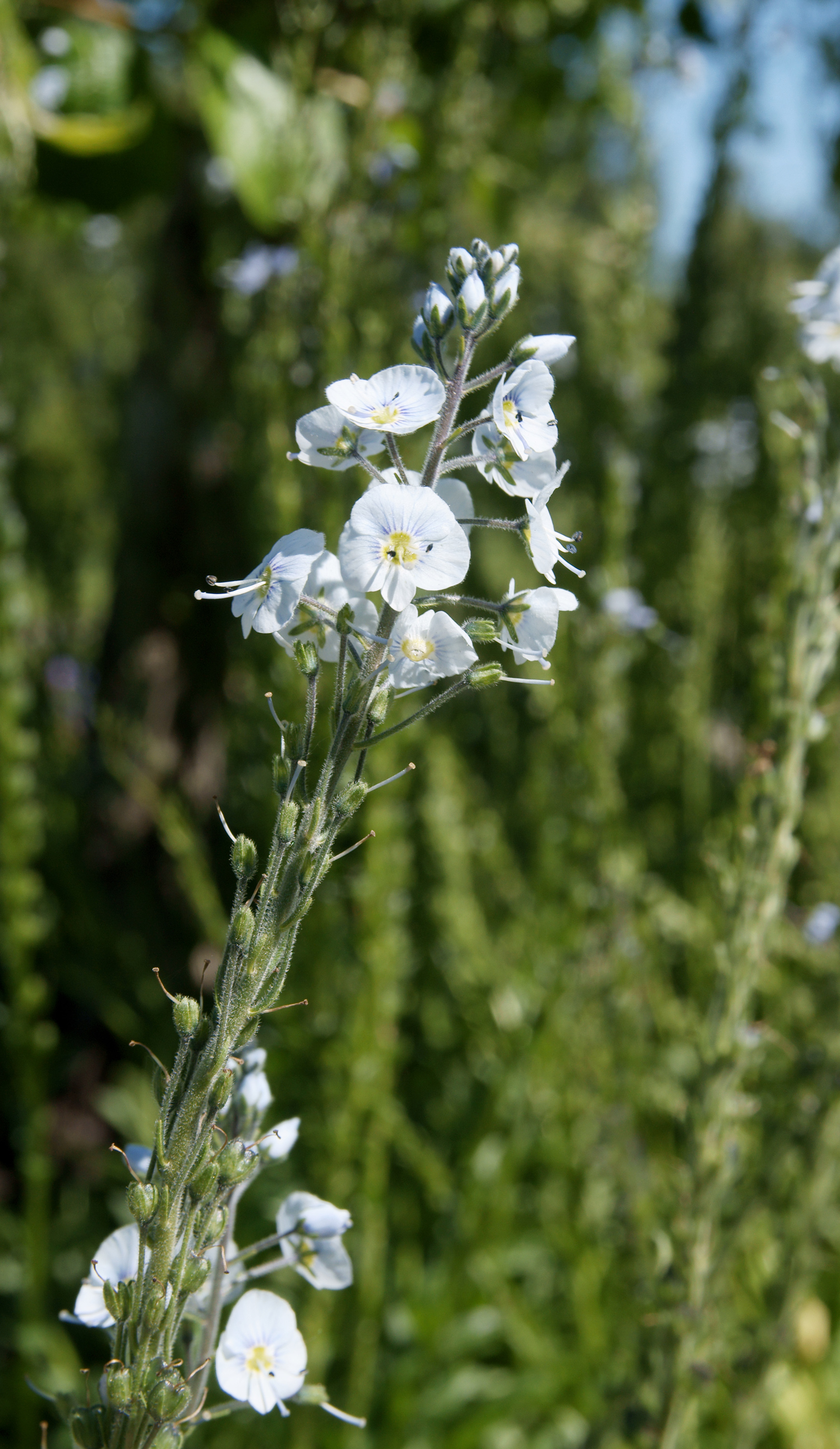
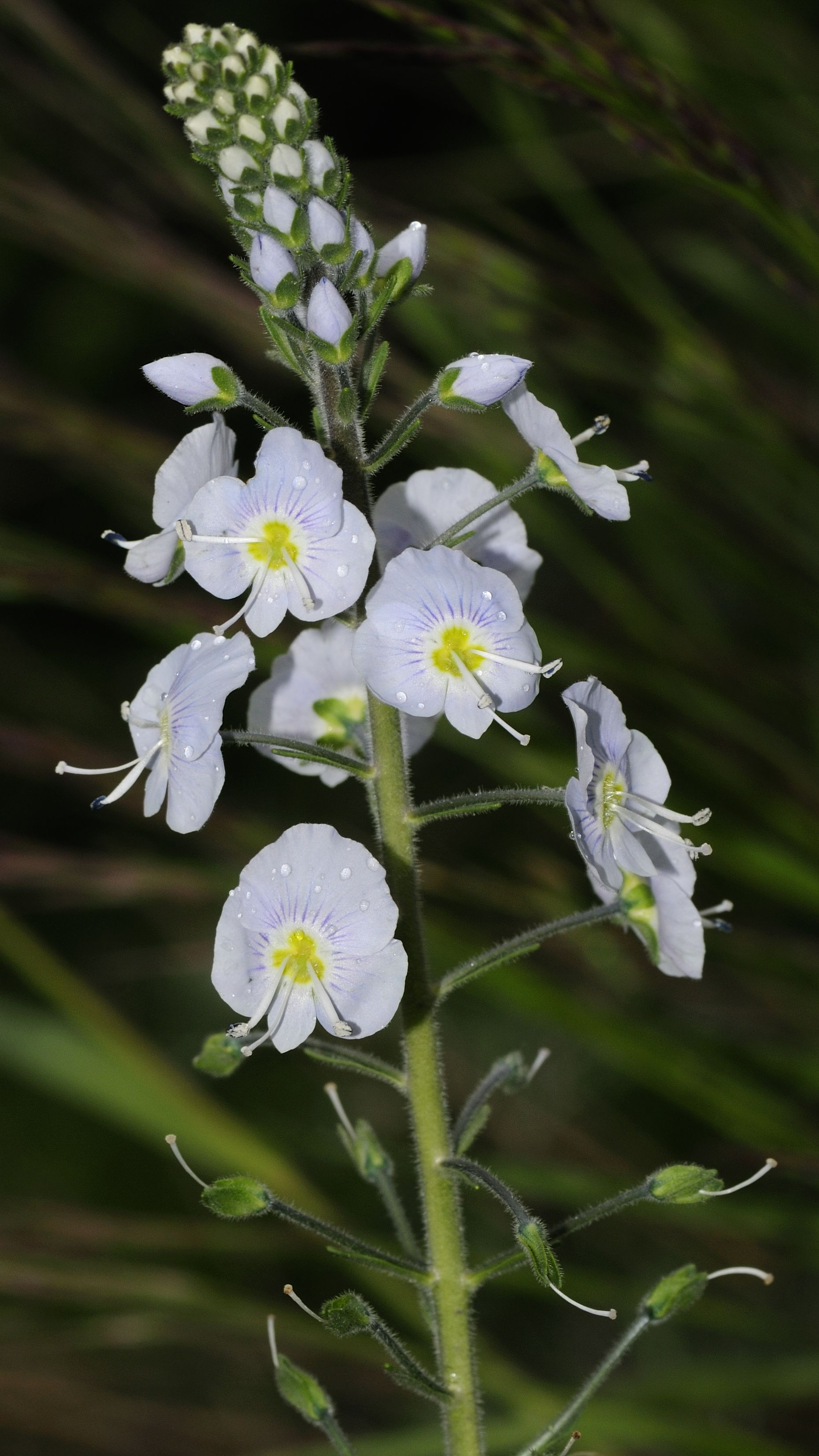
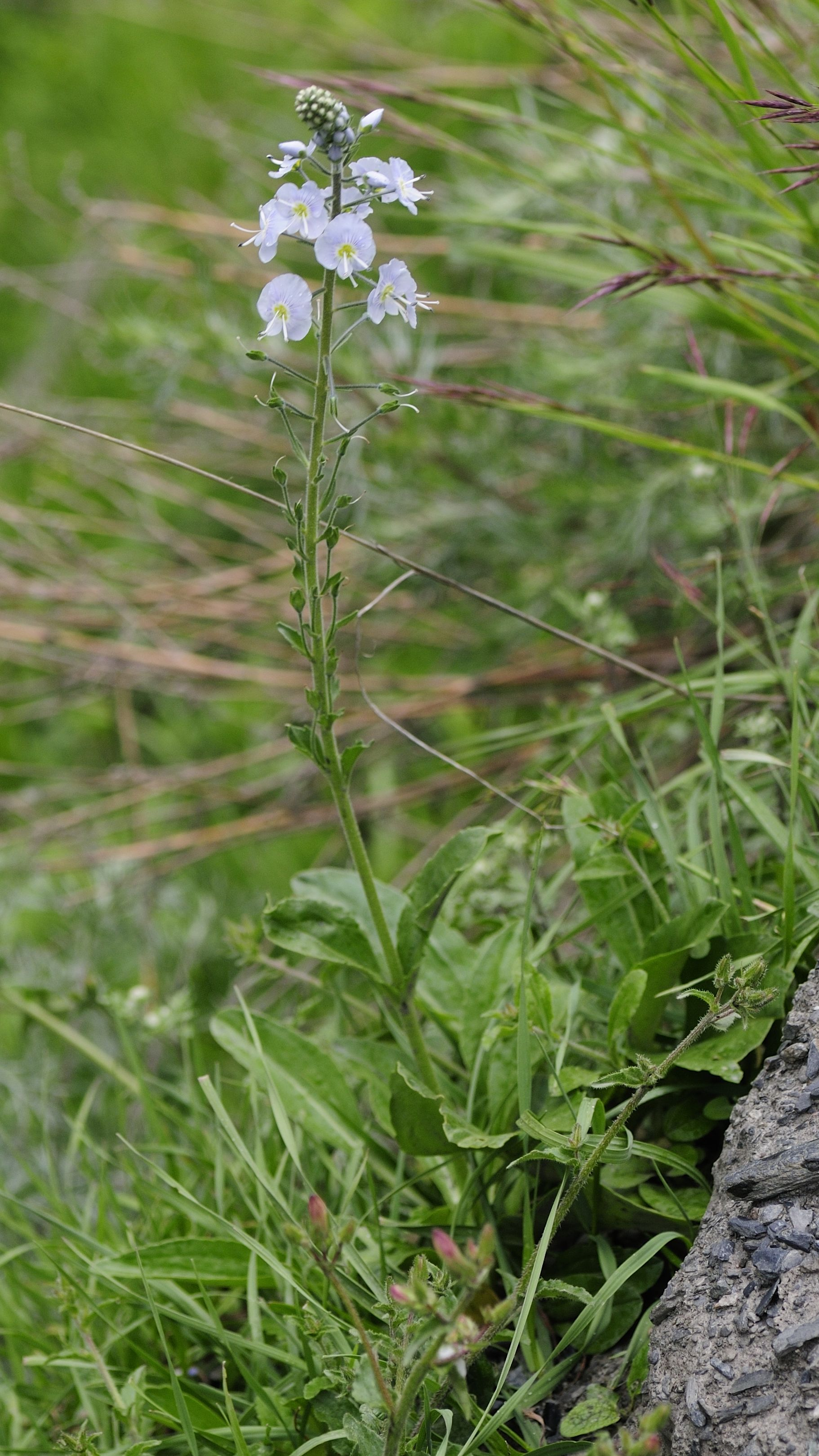
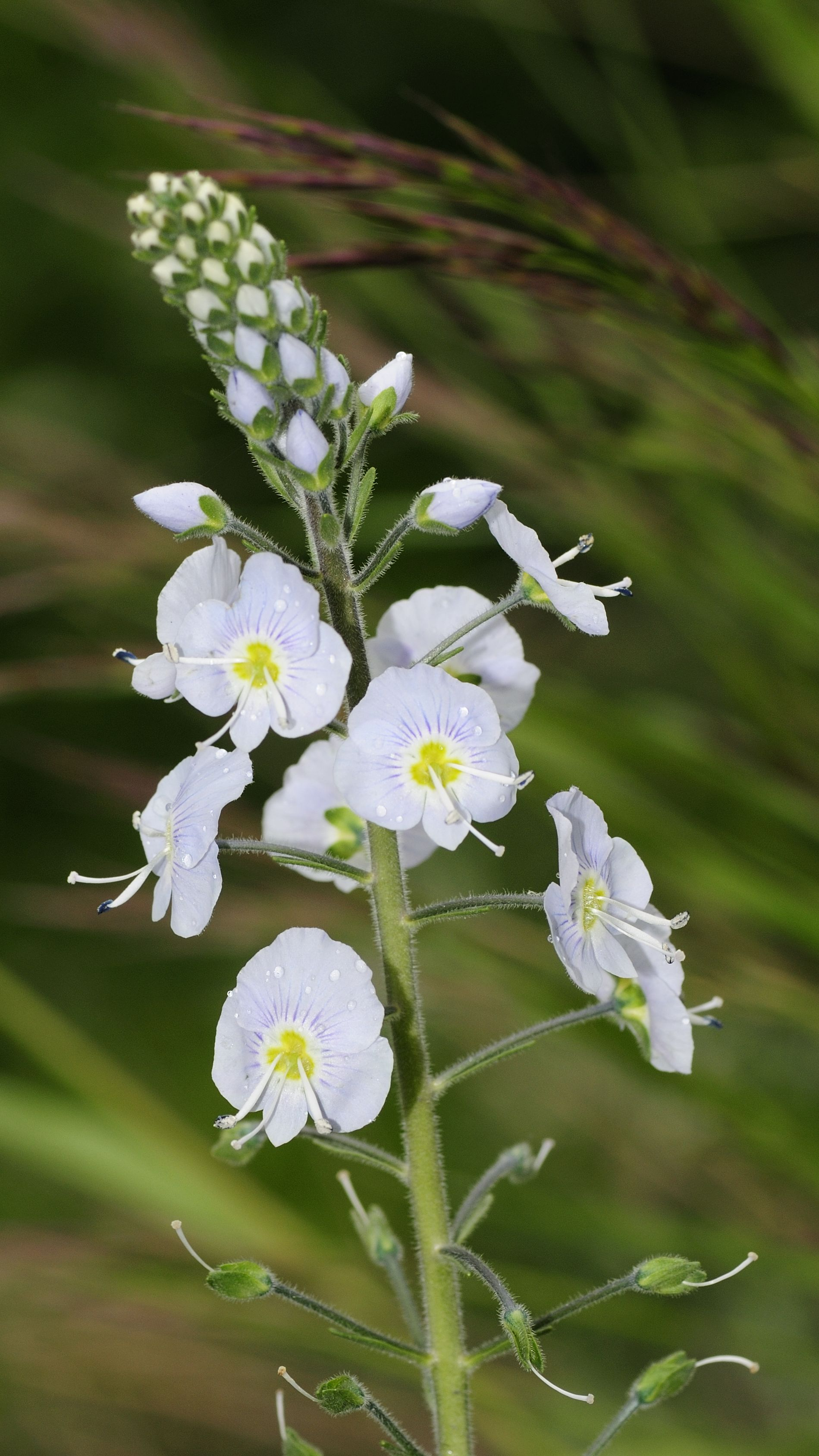